# Luis Alberto Hernando
Luis Alberto Hernando (ur. 22 września 1977 w Burgos) – hiszpański biathlonista i biegacz narciarski.
W swojej karierze nigdy nie zdobył punktów pucharu świata w obu dyscyplinach.
Swój ostatni biathlonowy występ zanotował 12 lutego 2010 podczas pucharu IBU w Martell, a jako biegacz narciarski po raz ostatni wystąpił 26 czerwca 2011 w Candanchú podczas mistrzostw Hiszpanii.

## Osiągnięcia biathlonowe

### Igrzyska olimpijskie
| Rok  | Miejscowość | Konkurencje | Konkurencje | Konkurencje | Konkurencje | Konkurencje | Konkurencje | Konkurencje |
| Rok  | Miejscowość | IN          | SP          | PU          | MS          | RL          | MR          | SR          |
| ---- | ----------- | ----------- | ----------- | ----------- | ----------- | ----------- | ----------- | ----------- |
| 2006 | Turyn       | 80.         | 82.         | –           | –           | –           | nd.         | –           |

### Mistrzostwa świata
| Rok  | Miejscowość | Konkurencje | Konkurencje | Konkurencje | Konkurencje | Konkurencje | Konkurencje | Konkurencje |
| Rok  | Miejscowość | IN          | SP          | PU          | MS          | RL          | MR          | SR          |
| ---- | ----------- | ----------- | ----------- | ----------- | ----------- | ----------- | ----------- | ----------- |
| 2004 | Oberhof     | 96.         | DNF         | –           | –           | –           | nd.         | –           |
| 2005 | Hochfilzen  | 101.        | 90.         | –           | –           | –           | nd.         | –           |